# 匠の肖像
『匠の肖像』（たくみのしょうぞう）は、テレビ東京（TXN）系列で、2006年10月から2009年3月27日まで放送されたミニドキュメンタリー番組。

## 概要
- モノ作りの匠の｢技｣と｢哲学｣を取材し、映像美でつづるショート・ドキュメント。
- 伝統工芸の匠、日用品の匠、デザインの匠、先端技術の匠、食の匠など、さまざまなジャンルのモノ作りの匠を取材している。

## スタッフ
- ナレーター：柳家花緑
- テーマ曲「匠」：稲本響 （作曲・演奏）
- 制作会社：テレコムスタッフ
- 番組提供：シチズングループ

## ネット局
| 対象対象地域   | 放送局         | 系列           | 放送日時                 | 備考       |
| -------------- | -------------- | -------------- | ------------------------ | ---------- |
| 関東広域圏     | テレビ東京     | テレビ東京系列 | 金曜 22時54分 - 23時00分 | 制作局     |
| 北海道         | テレビ北海道   | テレビ東京系列 | 金曜 22時54分 - 23時00分 | 同時ネット |
| 愛知県         | テレビ愛知     | テレビ東京系列 | 金曜 22時54分 - 23時00分 | 同時ネット |
| 大阪府         | テレビ大阪     | テレビ東京系列 | 金曜 22時54分 - 23時00分 | 同時ネット |
| 岡山県・香川県 | テレビせとうち | テレビ東京系列 | 金曜 22時54分 - 23時00分 | 同時ネット |
| 福岡県         | TVQ九州放送    | テレビ東京系列 | 金曜 22時54分 - 23時00分 | 同時ネット |
| 岩手県         | 岩手朝日テレビ | テレビ朝日系列 | 月曜 19時54分 - 20時00分 |            |
| 長野県         | 長野朝日放送   | テレビ朝日系列 | 金曜 18時55分 - 19時00分 |            |
| 山梨県         | テレビ山梨     | TBS系列        | 金曜 19時54分 - 20時00分 |            |